# Can Ugurluer
Can Ugurluer (n. 1970, Estambul) es un cantante turco.

## Eurovisión
Representó a Turquía en el Festival de la Canción de Eurovisión 1991, en Roma, Italia, junto a İzel Çeliköz y Reyhan Soykarci con la canción Ika Dakika (dos minutos). Cantaron en la 10.ª posición y acabaron duodécimos con 44 puntos, siendo la segunda mejor representación de Turquía hasta ese momento.

## Discografía

### Álbumes
- Kim Kim (1991)

### Sencillos
- Aşkım Sırrın Olsun (2010)